# 杜拜濱海天空酒店
杜拜濱海晴空大廈（英語：Ciel Dubai Marina）是阿拉伯聯合大公國杜拜濱海區興建的摩天大樓，由第一集團開發，雅耶·簡領軍的NORR國際顧問集團設計，374米（1,227英尺）的結構高度將在2025年竣工後超越吉沃拉酒店成為全球最高純飯店建築。該建築定位為洲際酒店集團旗下Vignette精選系列旗艦物業，總造價未公開，規劃包含1,042間客房與150間套房，總樓地板面積逾25萬平方公尺。

## 建築設計
主體結構採用「雙錐體」流線造型，銀色玻璃幕牆從底座向上逐漸收分，頂部設置環形鏤空觀景台。結構系統運用12萬噸鋼材與1.2萬立方公尺高強度混凝土基座，可抵禦沙漠地區常見的每小時130公里強風。建築師雅耶·簡表示，設計靈感源自傳統伊斯蘭幾何圖騰與沙漠風蝕岩柱的線條質感。
高層設有橫跨三層樓的「天際俱樂部」，配備中東地區首個懸挑式無邊際泳池。頂部螺旋上升的鋼構件形成獨特「皇冠」造型，夜間將透過智能照明系統呈現動態光影秀。建築物中部嵌入的空中廊橋連接兩座塔體，內部設置橫向水幕裝置與立體植生牆。

## 開發歷程
該項目於2018年第三季動工，原定2023年落成，後因疫情與供應鏈問題延宕。承建商中鐵十八局集團採用全逆作法施工，首創中東地區超深層地質錨桿技術。2024年7月主體結構封頂時，使用塔吊吊裝單件重達80噸的鋼構組件，創下中東建築史紀錄。
室內裝潢由Rockwell Group操刀，大量運用駱駝皮革、棕櫚木鑲嵌等在地材質。據《海灣新聞》報導，項目已獲得LEED金級預認證，採用地源熱泵系統滿足60%空調需求，並設置日處理800噸的中水回收廠。

## 設施與服務
大樓內規劃7間米其林星級主廚餐廳與天際酒吧，其中包含中東地區首間懸浮式分子料理餐廳。客房配備智能聲控系統與全息投影會議設備，部分套房設有可升降透明浴室與私人泳池。頂層的「雲端宴會廳」配備全景落地窗與伸縮式玻璃地板，可舉辦500人規模的空中晚宴。

## 外部連結
- Ciel Tower （页面存档备份，存于）